# Zhu Guo
Zhu Guo (chinesisch 朱国, Pinyin Zhū Guó, * 14. Juni 1985 in Fuxin) ist ein chinesischer Taekwondoin. Er startet in der Gewichtsklasse bis 80 Kilogramm.
Zhu bestritt seine ersten internationalen Titelkämpfe bei der Weltmeisterschaft 2007 in Peking. In der Klasse bis 78 Kilogramm erreichte er das Viertelfinale, verpasste eine Medaille nach einer Niederlage gegen Balázs Tóth aber knapp. Erfolgreich verlief das folgende Jahr 2008. Zhu zog bei der Asienmeisterschaft in Henan ins Finale ein und errang nach einer Niederlage gegen Farzad Abdollahi mit Silber seine erste internationale Medaille. Bei den Olympischen Heimspielen in Peking startete Zhu in der Klasse bis 80 Kilogramm. Nach einem Auftaktsieg unterlag er im Viertelfinale Hadi Saei Bonehkohal, kämpfte sich aber über die Hoffnungsrunde ins kleine Finale, wo er Aaron Cook besiegen konnte und die Bronzemedaille gewann.
Nach den Spielen schaffte Zhu nicht mehr den Sprung ins chinesische Nationalteam. Er startete erst wieder bei der Militärweltmeisterschaft 2011 in Rio de Janeiro, wo er das Viertelfinale erreichte.